# Nueva planta
Odločbe Nueve Plante (Decretos de Nueva Planta) so skupek odločb, ki jih je med leti 1707 in 1716 izdal kralj Filia V. Burbonski (Felipe V de Borbón), zmagovalec Španske nasledstvene vojne (Guerra de Sucesión Española), ki je potekala med leti 1701 in 1713. Odločbe so spremenile ozemeljski sistem Španske monarhije, saj so predvidevale absolutni centralizem in enotnost Španije. Z odločbami Nueve Plante so bili ukinjeni zakoni in inštitucije kraljevin Valencije (Reino de Valencia) in Aragonije (Reino de Aragón), kraljevine Majorke (Reino de Mallorca) in kneževine Katalonije (Principado de Cataluña), vsi združeni pod Aragonsko krono (Corona de Aragón), podporniki nadvojvode Karla Habsburškega (Carlos de Habsburgo). Tako se je končala sestavljena struktura Španske monarhije (Monarqía Hispánica), značilna za vladavino dinastije Habsburžanov. 

## Predhodno dogajanje
Leta 1700 je bila Španska monarhija pod vladavino Habsburžanov dinastični konglomerat. Kraljestva združena pod monarhijo, so tudi po pridružitvi obravnavali kot samostojne enote, saj so obdržala svoje zakone in privilegije, naloga kralja pa je bila, da ohrani identiteto in raznolikost vsakega od njih. 
Posledica tega je bila, da  katoliški kralj ni imel iste moči v vseh delih monarhije, na primer, v Kastiljski kroni (Corona de Castilla) je imel veliko svobode pri delovanju, v Aragonski kroni (Corona de Aragón) in na Portugalskem, ki je bila Kroni pridružena med 1580 in 1668, pa je bila njegova avtoriteta precej omejena z zakoni in inštitucijami, ki so jih tam poznali. To tudi pomeni, da je bila Kastilija tista, ki je plačevala največ stroškov monarhije, hkrati pa je imela privilegij biti center same monarhije. Pomembne položaje so, na primer, največkrat zasedali prebivalci Kastilije. Prav tako jim je pripadalo osvojeno ozemlje v Ameriki. 
Na začetku XVII stoletja je bila situacija Kastiljske krone precej drugačna od situacije v prejšnjem stoletju. Po besedah Josepha Péreza je bila Kastilija » izmučena, uničena in preobremenjena od ponavljajočih se vojn...« Skupaj s poslabšanjem pri pridobivanju plemenitih kovin iz osvojenega ozemlja v Ameriki, so ti dogodki v Španiji privedli do krize v Kraljevi zakladnici (Hacienda Real), ki se je nadaljevala v Tridesetletno vojno (Guerra de los Treinta Anos) med leti 1618 in 1648.
Iz tega konteksta izhaja projekt de Olivaresa (Conde-Duque de Olivares), ki je želel doseči večjo enotnost monarhije. Projekt je povzet v besedah Multa regna, sed lex- veliko kraljestev, vendar en zakon. S tem projektom naj bi spremenili politični sistem v celotni monarhiji v smislu poenotenja zakonov in inštitucij, s tem pa bi dosegli, da bi imel kralj v vseh delih monarhije enako moč. Ta projekt je bil  v Velikem memorialu decembra leta 1642 (el Gran Memorial ali Memorial secreto del Conde-Duque de Olivares) namenjen Filipu IV (Felipe IV). Ker bi za izvajanje tega projekta potrebovali veliko časa, prav tako pa so bili nujni vojaki in denar za vojno,  je Olivares naslednje leto predstavil manj ambiciozen, vendar kljub temu inovativen predlog, ki ga je poimenoval »Zveza orožja« (Unión de armas). Njegov predlog je predpostavljal, da naj bi vsi deli monarhije v sorazmerju s številom prebivalstva in bogastvom pomagali pri oblikovanju rezervne vojske (približno 140 000 ljudi). Projekt je bil odobren, vendar je naletel na mnogo odporov (predvsem s strani Valencie in Aragonije). Z uporom Katalonije in Portugalske leta 1640 se je projekt Filipa IV z Olivaresom končal. O združitvi Španske monarhije se ni več govorilo, sploh po letu 1668, ko se je osamosvojila Portugalska. 

## Smrt Karla II in španska nasledstvena vojna
Leta 1700 je španski kralj Karel II (Carlos II), zadnji predstavnik Habsburške dinastije,  umrl brez naslednikov in za seboj pustil prazen prestol. Nastali sta dve nasprotujoči si strani, ki sta branili interese dveh oseb z največ pravicami do prestola- Filipa Anžujskega (Felipe de Anjou) in Karla Habsburškega (Carlos de Habsburgo). Filip Anžujski je imel podporo Francoskega kraljestva (Reino de Francia) in Kastiljske krone, Karel Habsburški pa podporo Svetega germanskega imperija (Sacro Imperio Germánico) in Aragonske krone. Čeprav sta bili obe strani deležni zunanje pomoči, je bila vojna v resnici prej državljanska, kot mednarodna. 
Karel II je sicer po priporočilih za naslednika določil Filipa Anžujskega, ki je Španiji leta 1701 zavladal pod imenom Filip V. Za kralja je bil imenoval v samostanu Svetega Jerónima (Real Monasterio de San Jerónimo). V svojem testamentu je Karel II vzpostavil dve zelo pomembni normi- svojemu nasledniku je naročil, da naj ohrani ista sodišča in oblike vladanja v monarhiji, ter zakone in privilegije vsakega iz kraljestev, ki naj jih upravljajo domačini. Oporoka je vsebovala tudi devet referenc, ki so se navezovale na zakone, privilegije, ustave in navade. Po besedah Joaquima Albaredi-ja je Karel II želel ohraniti star politični sistem monarhije in preprečiti možne mutacije, ki bi jih lahko povzročil novi vladar. Druga norma se je navezovala na zahtevo, da se Filip Anžujski odpove nasledstvu v Franciji, da bi španska in francoska monarhija ostali ločeni.  Zahtev, ki jih je določil Karel II se Filip V ni držal, sploh po tem, ko je Ludvik XIV (Luis XIV) (znan tudi kot Sončni kralj)  priznal njegove pravice do francoskega prestola. 

## Vzroki za odločbe Nueve Plante
Sistem v Španski monarhiji, ki naj bi ji vladal Filip V, se je precej razlikoval od Francoske monarhije. Ta je med vladavino Ludvika XIV francoskega dosegla visoko stopnjo enotnosti v primerjavi z drugimi evropskimi monarhijami in utrdila absolutistično oblast. Filip V je želel že od začetka spremeniti španski sistem po vzoru francoskega sistema, ki je bil bližji njegovemu poreklu. Kralj je želel močno preoblikovati organizacijo monarhije- uvesti centralizirano in enotno monarhijo, kar je nasprotovalo španskih navadam. Francoski sistem je moč pripisoval kralju, pravice lokalne uprave in nekdanjih španskih parlamentov pa niso bile združljive s temi ukrepi. 
Stalni nemiri, ki so se dogajali znotraj države so kralja prepričali v bolj razumne ukrepe, ki jih je želel uveljaviti. Kralj je verjel, da so nemiri in upori posledica slabo centraliziranega jedra moči, da bi to preprečil, pa je bil nujen francoski model. Filip V je o novostih pričel razmišljati predvsem, ko se je Aragonska krona povezala z vojvodo Karlom Habsburškim. Poslanec Jean-Michael Amelot je zagovarjal ukinitev privilegijev in inštitucij uporniške Aragonske krone, saj naj bi kljub pripadništvu kralju, vedno čutili še večjo pripadnost svoji domovini. 
Borbonska zmaga v bitki pri Almansi (La batalla de Almansa) 25.4.1707 in zavzetje ozemlja kraljevin Aragonije in Valencie so pospešili sprejetje odločitev o novih odločbah, s katerimi naj bi Filip V izkoristil priložnost in prenehal biti » suženjski kralj« in dejansko postal »španski kralj«. 29. junija 1707 je Filip V razglasil odločbe Nueve Plante. 
Reforme Filipa V niso bile namenjene vsem ozemljem z lastnimi pravicami. Odločbe so veljale za kraljestva, ki so sestavljala del Aragonske krone (Katalonija, Aragonija, Majorka, Valencia), saj so bila to ozemlja, ki so v Vojni o nasledstvu podpirala Karla Habsburškega, prav tako so bila najbolj uporniška pri sprejemanju novih pravil, uvedenih s strani Filipa V. S temi odločbami je ukinil in odpravil privilegije Aragonske krone. Uveljavitev teh odločb ni bil samo inovativen ukrep, ki je nastal zaradi priložnosti med vojno, ampak je bil tudi razvoj neuspelih projektov, na primer projekta de Olivaresa. 

## Odločbe Nueve Plante in njihove posledice

### Odločbe Nueve Plante v Aragonski kroni
Odločbe Nueve Plante so prinesle izginotje Aragonske krone in njenih politično-administrativnih inštitucij. Prinesle so centralizacijo in enotnost na različnih področjih, kljub temu pa niso pomenile popolne prilagoditve kastiljskim zakonom. Utrdil se je absolutizem po vzoru Ludvika XIV.  Veliki poraženci so bili Habsburžani, ni jim uspelo ohraniti pravic dinastije niti obdržati zveznega sistema španske monarhije. 
Filip V in njegovi svetovalci so prilagodili sodni in administrativni sistem svojih teritorijev, da bi ga približali centralističnemu in absolutističnemu modelu po zgledu monarhije Ludvika XIV. 
29.6.1707 so prve odločbe Nueve Plante obveljale za kraljestvi Aragonije in Valencie. S tem sta kraljestvi izgubili svoje privilegije, inštitucije, poslanstva in parlament, ki so do takrat obstajali v teh kraljestvih. Morali sta se prilagoditi na zakone, upravo in sodstvo, ki so obveljali v Kastiliji, brez kakršnekoli izjeme. Proces se je začel 15. julija, ko je Filip V likvidiral aragonski svet (Consejo de Aragón), s čimer je dosegel enotnost, ki si jo je želel. 
Ukrepi Filipa V v kraljestvih Aragonije in Valencie so temeljili na treh argumentih:
1. kršitev prisege kralju in upor
2. absolutistična oblast, ki jo je imel kralj v vseh kraljestvih in državah znotraj španske monarhije
3. pravica do usvajanja poraženih območij, ki mu jo je omogočila uveljavitev novega zakona

28.11.1715 je izšla odločba, ki se je navezovala na  kraljevino Majorko.  V tem primeru je bil Filip V bolj ustrežljiv in dobrohoten, saj kraljevina Majorka lahko obdržala nekaj inštitucij. 
16.1.1716 je izšla odločba, ki je obveljala za  kneževino Katalonijo, ki je izgubila vse inštitucije in privilegije.
Province v Baskiji in Navari so bile izvzete iz odločb. Provinci sta obdržali svoje privilegije in inštitucije.

#### Najpomembnejše posledice odločb
- Poenotili so oblike vladanja na vse ozemljih. Ukinili so inštitucije Aragonske krone, ki so jih nadomestili novi politično-organizacijski modeli po kastiljskem modelu, čeprav z mnogimi francoskimi vidiki.  Ena izmed največjih sprememb po francoskem vzoru je bil položaj intendanta, uradnika, ki je bil zadolžen za ekonomsko rast ozemlja, ki ga je upravljal.
- Centralizacija je monarhu dajala vso moč.
- Nastal je nov, skupen pravni sistem, uveljavili so se zakoni Kastilije. Odpravljena je bila večina privilegijev in pravnih režimov kraljestev in držav, ki niso spadalo pod Kastilijo.
- Odpravili so privilegije tujcev. V času zasedanja položajev v monarhiji, Ameriki in drugih provincah ni bilo razlike med prebivalci Kastilije, Aragonije, Katalonije, Valencie in Majorke.
- Odpravili so notranje meje in carine, s čimer so olajšali trgovanje.
- Ustanovili so nove vladne inštitucije, ki so odgovarjale na novo organizacijo.  Končalo se je polisinodialno obdobje vladanja (régimen polisinodial).
- Odločbe so omogočile večjo enotnost med Kastilijo in Aragonijo.
- Na območju Katalonije je bil odpravljen Las Cortes in Svet stotih (Consejo de Ciento).
- Namestnik španskega kralja na teritoriju Katalonije je bil zamenjan z generalnim kapitanom. Prav tako v drugih kraljestvih Aragonije. Spremenila se je tudi sestava upravnih pristojnosti v Kataloniji.
- Prepovedani so bili somateni (somatenes), ljudske oborožene armade Katalonije in Aragonije.
- Uradni in administrativni  jezik je postal kastiljski. Kljub temu, da so se vsi dokumenti različnih inštitucij izdajali v kastiljščini, je bilo 18. stoletje eno izmed najbolj plodnih, kar se tiče obrambe katalonskega jezika, izdaj slovnic in slovarjev. Katalonščina se je še vedno uporabljala v uradnih zapisih in tudi v neuradni literaturi.
- Spremenil se je sistem davkov v Aragoniji, uvedli so nov sistem enotnih davkov v vseh 4 regijah. Vsako kraljestvo je moralo zbrati fiksen znesek glede na njegovo število prebivalcev in bogastvo. (Talla v Mallorci, Edinstveni prispevek v Aragonu, Kataster v Kataloniji in Equivalent v Valencii.)
- Mehanizmi za izvolitev občinskih vlad so bili spremenjeni in prilagojeni normam Kastilije.
- Želeli so napraviti čim manj zakonodajnih sprememb. Temeljito so preoblikovali Reales Audiencias, kot temelj kastiljske zakonodaje.
- Kar se da mogoče, so želeli obdržati tradicionalne delitve, inštitucije in imena.

Razvoj Španske nasledstvene vojne je prinesel dinastijo Burbonov, na račun izgube njihove lastnine v Italiji in na Nizozemskem, v Gibraltarju in Menorki, izgubili so tudi nadzor nad trgovanjem z osvojenim ozemljem v Ameriki. S tem se je začel španski upad, želje Karla II, da bi Filip V, kot njegov prestolonaslednik ohranil nedotaknjena ozemlja monarhije, pa so bile neuslišane.

### Odločbe Nueve Plante v Kastiljski kroni
Odločbe Nueve Plante so se nanašale tudi na politično in administrativno organizacijo Kastiljske krone (Corona de Castilla), saj je podpirala Filipa V. Odločbe so se nanašale na preureditev Reales Audiencias in Reales chancillerías  (vrhovni sodni organi) v Kastiliji, ter na njeno ozemlje, ki je bilo sedaj razdeljeno na province in intendance. Do tedaj tradicionalna kraljestva so izginila. 
Z odločbami Nueve Plante so se realizirale številne reforme, med drugim tudi državnega sveta (Consejo de Estado), ki je moral vse svoje funkcije predati Kastiljskemu svetu (Consejo de Castilla), ki  je postal vrhovni organ monarhične strukture. Deloval je po modelu vladnega sveta. Funkcije ostalih svetov so bile vidno zmanjšane (glede vojne, inkvizicije, zakladnice…). Kastiljski svet je na ta način izgubil svoj tipičen ozemeljski značaj. 
Za Kastiljska kraljestva so novi zakoni predvidevali razveljavitev posebnosti, privilegijev in svoboščin občin. Kastiljsko splošno pravo se je preoblikovalo v doktrinalni korpus zakonov za vsa ozemlja krone, razen za Navarro. Njihova najpomembnejša inštitucija, Kastiljski svet (El consejo de Castilla), je postal učinkovit organ na celotnem ozemlju Kraljevine Španije, z izjemo Navarre, ki je ohranila svoje privilegije do leta 1841. Izginila je odločba o privilegijih tujcev, dodana k aragonski odločbi, ki je preprečila, na primer, da bi prebivalec Kastilije zasedel mesto v Aragoniji in obratno. 

### Odločbe Nueve Plante na osvojenem ozemlju v Ameriki
Reforme Nueve Plante so vplivale tudi na osvojena ozemlja v Latinski Ameriki. Prvi trije odloki (1717 in 1718) so ustvarili podkraljevino Nove Granade (Virreinato de Nueva Granada), ukinjena je bila encomienda (ustanova, s katero je bila med špansko kolonizacijo Amerike oseba deležna koristi od neke skupine Indijancev, v zameno za zaščito). Prilagojena je bila notranja organizacija podkraljestev, okrožij in kapitanije. 
1719 je bil reformiran Consejo de Indias. Njegovo delovanje je bilo omejeno na sodno in je predvidevalo skoraj celotno odpravo Leyes de las Indias (zakoni). Prednostna uporaba kastiljskega prava in izginotje privilegijev prebivalcev je skupnostim zelo škodovalo, saj niso imela zaščite pred Kreolci. 